# عبد الله النيباري
عبد الله محمد عبد الرحمن النيباري (22 مارس 1936 - 20 مارس 2022)؛ سياسي كويتي، ونائب سابق في مجلس الأمة الكويتي، وهو أحد مؤسسي المنبر الديمقراطي الكويتي وأمينه العام حتى وفاته.

## التحصيل العلمي والعملي
حاصل على بكالوريوس في الاقتصاد من الجامعة الأمريكية في القاهرة عام 1961 وحاصل على دبلوم في الاقتصاد من جامعة أوكسفورد البريطانية عام 1963، وتقلد العديد من المناصب الإدارية. عمل كرئيس إدارة البحوث والرقابة على الصرف بمجلس النقد (بنك الكويت المركزي حالياً) بين عامي 1964 و 1966. كم كان أمين سر مجلس إدارة شركة البترول الوطنية بين عامي 1966 و 1968 ومدير إدارة التخطيط والاستكشاف بشركة البترول الوطنية 1968 و 1971.
ساهم عبد الله النيباري لتأسيس عدد من جمعيات النفع العام منها الجمعية الاقتصادية الكويتية وجمعية الخريجين الكويتية وجمعية الكويتية للدفاع عن المال العام وجمعية حقوق الإنسان.

## مسيرته السياسية
ترشح في انتخابات مجلس الأمة الكويتي 1967 في الدائرة السادسة وحصل على المركز السادس في الانتخابات برصيد 427 صوت وخسر الانتخابات، وشارك في انتخابات مجلس الأمة الكويتي 1971 في الدائرة السادسة وحصل على المركز الخامس في الانتخابات برصيد 550 صوت وفاز بالانتخابات، وشارك في انتخابات مجلس الأمة الكويتي 1975 في الدائرة السادسة وحصل على المركز الثاني في الانتخابات برصيد 881 صوت وفاز بالانتخابات، وشارك في انتخابات مجلس الأمة الكويتي 1981 في الدائرة الخامسة وحصل على المركز الرابع في الانتخابات برصيد 316 صوت وخسر الانتخابات، وشارك في انتخابات مجلس الأمة الكويتي 1985 في الدائرة السادسة وحصل على المركز الثالث برصيد 773 صوت وخسر الانتخابات، وشارك في انتخابات مجلس الأمة الكويتي 1992 في الدائرة الثانية وحصل على المركز الثاني برصيد 470 صوت وفاز بالانتخابات، وشارك في انتخابات مجلس الأمة الكويتي 1996 في الدائرة الثانية وحصل على المركز الأول برصيد 654 صوت وفاز بالانتخابات، وشارك في انتخابات مجلس الأمة الكويتي 1999 في الدائرة الثانية وحصل على المركز الثاني برصيد 847 صوت وفاز بالانتخابات، وشارك في انتخابات مجلس الأمة الكويتي 2003 في الدائرة الثانية وحصل على المركز الثالث برصيد 606 صوت وخسر الانتخابات، وشارك في انتخابات مجلس الأمة الكويتي 2006 في الدائرة الثانية وحصل على المركز الثالث برصيد 1300 صوت وخسر بالانتخابات.

## محاولة اغتياله
تعرض لمحاولة اغتيال مع زوجته فريال الفريح في 6 يونيو 1997 أثناء عودتهم إلى منزلهم من منطقة الشاليهات، وقد أصيب بجروح ناحية الكتف الأيسر والفك السفلي بينما أصيبت زوجته بطلق ناري أسفل الكتف، وكان منفذوا الاغتيال في سيارتين ونصبوا كمينا له في طريق مهجور قبل أن يطلقوا النار عليه وزوجته، وقد زاره الشيخ صباح الأحمد الصباح وزير الخارجية آن ذاك في المستشفى، وفي يوم 22 مارس 1999 أيدت محكمة التمييز حكم المحكمة الكلية ومحكمة الاستئناف بحبس المتهم سلمان الشملان حبسا مؤبدا، وحبس المتهمين الإيرانيين حبسا مؤبدا والمتهم الرابع عادل المكيمي لمدة عشرة سنوات، كما تم العفو عن سلمان الشملان لاحقا ً في 10/فبراير/ 2015 وإطلاق سراحه بعد حكم حبسه المؤبد.

## وفاته
توفي عبد الله النيباري، مساء يوم الأحد 20 مارس 2022 الموافق 17 شعبان 1443 هـ عن عمر ناهز 85 عامًا. شيع في مساء يوم الاثنين الموالي لوفاته بحضور جمع غفير من أهل الكويت وأعلامها.